# مويرا كرون
مويرا كرون (بالإنجليزية: Moira Crone)‏ هي كاتِبة أمريكية، ولدت في 1952.